# Don Winslow of the Navy
Don Winslow of the Navy é um seriado estadunidense de 1942, gênero espionagem e ação, dirigido por Ray Taylor e Ford Beebe, em 12 capítulos, estrelado por Don Terry, Walter Sande e John Litel. Foi produzido e distribuído pela Universal Pictures, e veiculou nos cinemas estadunidenses a partir de 6 de janeiro de 1942.
Foi baseado nas histórias em quadrinhos Don Winslow of the Navy, do Comandante Frank V. Martinek. Teve uma seqüência em 1943, Don Winslow of the Coast Guard.

## Sinopse
Ao Oficial da Marinha dos EUA Don Winslow é dado o comando das ilhas perto de Pearl Harbor. Ele descobre que há um anel de sabotadores e agentes inimigos que estão tentando destruir navios de transporte de suprimentos para as tropas estacionadas nas ilhas e sabotar o esforço de guerra. Ele sai com seu assistente e duas mulheres para encontrar o cérebro por trás dessas atividades.

## Elenco
- Don Terry  ... Don Winslow
- Walter Sande  ... Red Pennington
- John Litel  ... Spencer Merlin
- Wade Boteler  ... Mike Splendor
- Samuel S. Hinds  ... Colby
- Claire Dodd  ... Mercedes Colby
- Anne Nagel  ... Misty Gaye
- Ben Taggart  ... John Blake
- Kurt Katch  ... The Scorpion
- Herbert Rawlinson  ... Warburton [Cap. 1]
- Dirk Thane  ... Grady [Caps. 1, 12]
- John Holland  ... Paul Barsac
- William Desmond … Pat (não-creditado)
- Eddie Polo ... Assistente do laboratório
- Edward Hearn ... Capanga do Moinho (Cap. 5-6, não-creditado)
- Lane Chandler ... Mergulhador (Cap. 10-11, não-creditado)
- Kenneth Harlan ... Capt. Holding [Cp. 1] (não creditado)

## Produção
O seriado foi baseado no personagem das histórias em quadrinhos criado pelo Comandante Frank V. Martinek, da Marinha dos Estados Unidos. A história ganhou novo significado com a aproximação da Segunda Guerra Mundial, o que também afetaria o seriado: “sua apresentação pela Universal em outubro de 1941 - antes do ataque a Pearl Harbor em dezembro - foi uma das contribuições mais oportunas do campo serial”.
Os seriados da Universal entre 1941 e 1942 foram feitos para lançamento seguido: Riders of Death Valley, Sea Raiders, Head Hunters of the Amazon, Gang Busters. Head Hunters of the Amazon, no entanto, foi afastado em favor deste seriado, possivelmente mediante o reconhecimento da importância de um seriado de planejamento mais genérico.

## Capítulos
1. The Human Torpedo
2. Flaming Death
3. Weapons of Horror
4. Towering Doom
5. Trapped in the Dungeon
6. Menaced by Man-Eaters
7. Bombed by the Enemy
8. The Chamber of Doom
9. Wings of Destruction
10. Fighting Fathoms Deep
11. Caught in the Caverns
12. The Scorpion Strangled

Fonte: